# 圣卢德维涅
圣卢德维涅（法語：Saint-Loup-des-Vignes，法語發音：[sɛ̃ lu de viɲ]）是法国卢瓦雷省的一个市镇，属于皮蒂维耶区。

## 地理
圣卢德维涅（48°2'28"N, 2°25'16"E）面积8.86 平方千米，位于法国中央-卢瓦尔河谷大区卢瓦雷省，该省份为法国中北部省份，北起埃松省，西北接厄尔-卢瓦省，西南接卢瓦-谢尔省，南至涅夫勒省和谢尔省，东临约讷省，东北接塞纳-马恩省。
与圣卢德维涅接壤的市镇（或旧市镇、城区）包括：博讷拉罗朗德、布瓦科曼、弗雷维尔迪加蒂奈、瑞朗维尔、加蒂奈地区梅济耶尔、蒙巴鲁瓦、蒙利亚尔。
圣卢德维涅的时区为UTC+01:00、UTC+02:00（夏令时）。

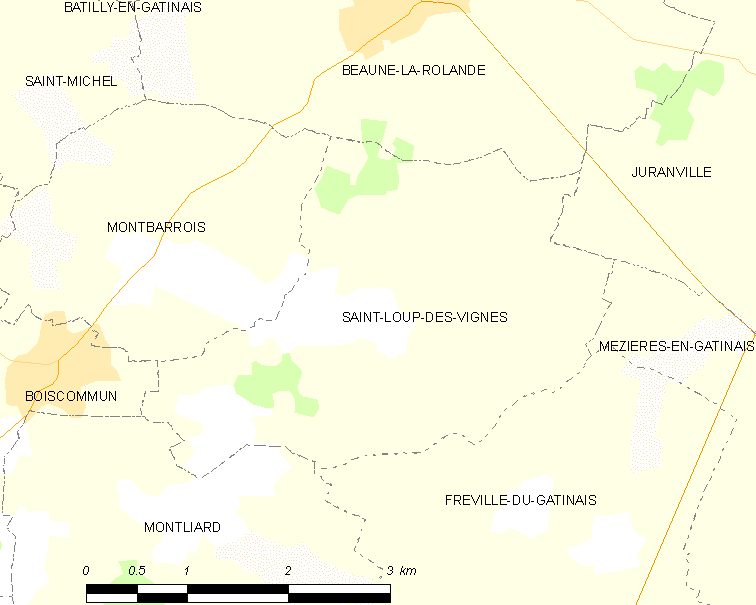
圣卢德维涅的OSM定位图

## 行政
圣卢德维涅的邮政编码为45340，INSEE市镇编码为45288。

## 政治
圣卢德维涅所属的省级选区为勒马勒塞布瓦县。

## 人口

1962-2008年间圣卢德维涅人口变化图示

圣卢德维涅于2022年1月1日时的人口数量为391人。